# ميانة (إيران)
ميانة (بالفارسية: میانه) هي مدينة تقع في إيران في البلدة المركزية. يقدر عدد سكانها بـ 87,385 نسمة .

## أعلام
- علي الأحمدي الميانجي
- جان دي تيفنو
- جعفر بناهي